# ایوون مادیو
ایوون مادیو (فرانسوی: Yvon Madiot‎؛ زادهٔ ۲۱ ژوئن ۱۹۶۲) دوچرخه‌سوار اهل فرانسه است.